# Diogo de Carvalho
O beato Diogo Carvalho, missionário jesuíta, nasceu em 1578, em Coimbra e morreu martirizado, em 22 de Fevereiro de 1624, em Xendai, no Japão. Ele é um dos Mártires do Japão.

## Biografia
Era filho de Álvaro Fernandes e de Margarida Luís. Entrou na Companhia de Jesus quando tinha apenas 16 anos, e, pouco tempo depois, partia para a Ásia. Estudou filosofia e teologia em Macau e aí foi ordenado sacerdote. Em 1609, chega ao Xogunato Tokugawa (atual Japão), seduzido pelos passos de São Francisco Xavier. Devido a forte perseguição demandou para a Cochinchina, actual Vietname, penetrando até à Tartária, onde fundou a primeira missão católica dessas paragens. Possivelmente depois ou durante sabe-se que, em 1614, esteve novamente em Macau. Como voltar ao Japão era o seu fito, logo que pôde, para aí se dirigiu, disfarçado de mineiro, e nessa condição visitava as incipientes comunidades cristãs, atendendo sobretudo em confissão os cristãos já convertidos e baptizados.

## Obras
Ainda hoje são impressionantes as cartas por ele enviadas, por essa altura, para os seus superiores. Nelas, manifesta o seu grande ânimo evangelizador e sua epopeia:
| “ | Partindo de Oxu para o Reino de Deva, fui direito à cidade de Cabota e ali comecei, com grande segredo, a confessar os cristãos que vinham, poucos e poucos, ter comigo, e juntamente tratei do modo que teria para visitar os cristãos desterrados que estão em Tugara. Ao terceiro dia, veio acaso ter comigo um cristão meu conhecido. Logo entendi que Deus mo mandava para me levar a Yezzo. E, porque a embarcação estava a pique e eu tinha ainda muita gente que confessar em Cabota, concluí em três ou quatro dias o que havia de fazer em dez ou doze, confessando de dia e de noite, passando as noites sem dormir, porque mudava o lugar na mesma noite, por serem os concursos perigosos, em tal tempo. | ” |

| “ | Concluídas as confissões, me fiz à vela com nome de mineiro..., porque os que passam a Yezzo ou são mercadores ou mineiros. Trataram-me todos com muita cortesia e honra, sem nunca me conhecerem por estrangeiro. As horas canónicas rezava-as pela manhã cedo com a primeira luz, quando todos ainda dormiam, metendo a cabeça e o breviário debaixo do cobertor e deixando entrar alguma pouca luz. Chegámos enfim a Muçumay,... | ” |

## Martírio
Num dia de neve, foi descoberto pela pegadas deixadas no chão juntamente com mais dez cristãos e foram levados ao tribunal de Xendai. Ameaçados de serem lançados à fogueira, como não se importaram, foram antes atirados a tanques de água gelada para morrerem pouco a pouco. Por fim, depois de dez horas de martírio, morre à meia-noite do dia 22 de Fevereiro de 1624.